# (3788) Steyaert
(3788) Steyaert est un astéroïde de la ceinture principale.

## Description
(3788) Steyaert est un astéroïde de la ceinture principale. Il fut découvert le 29 août 1986 à La Silla par Henri Debehogne. Il présente une orbite caractérisée par un demi-grand axe de 2,79 UA, une excentricité de 0,11 et une inclinaison de 9,7° par rapport à l'écliptique.

## Compléments